# Syväjärvi (sjö i Rautalampi, Norra Savolax, 62,62 N, 26,81 Ö)
Syväjärvi är en sjö i kommunen Rautalampi i landskapet Norra Savolax i Finland. Sjön ligger 104,2 meter över havet. Den är 21 meter djup. Arean är 58 hektar och strandlinjen är 5,55 kilometer lång. Sjön  ingår i Kymmene älvs huvudavrinningsområde.   Den ligger omkring 53 kilometer sydväst om Kuopio och omkring 290 kilometer norr om Helsingfors. 
Syväjärvi ligger sydväst om Rautalampi med Rautalampi kyrka.